# Woo Jang-choon
Woo Jang-choon eller U Jang-choon (født 8. april 1898 i Tokyo, død 10. august 1959 i Seoul) var en koreansk-japansk botaniker med speciale inden for landbrugsplanter. Da han efter anden verdenskrig flyttede til Korea, blev han leder af det nationale hortikulturelle forskningscenter og derigennem med til at sikre, at Korea selv kunne skaffe sig sæd til landbruget, så man undgik som tidligere at være afhængig af importen fra Japan. Han var også manden bag udviklingen af kernefri meloner.